# Kunegunda Siwiec
Kunegunda Siwiec (ur. 28 maja 1876 w Stryszawie, zm. 27 czerwca 1955 tamże) – polska świecka zakonnica, tercjarka karmelitańska, mistyczka oraz Czcigodna Służebnica Boża Kościoła katolickiego.

## Życiorys
Kunegunda Siwiec była córką Jana Siwca i Wiktorii z domu Trzop. Była dziesiątym z jedenaściorga dzieci. Rodzina była bardzo religijna i mieszkała w typowej góralskiej chacie. Kunegunda Siwiec posługiwała się gwarą beskidzką. Nigdy nie uczęszczała do szkoły, czytać i pisać nauczyła się od miejscowego górala. Z biegiem lat nieużywana umiejętność pisania zanikała, aż w końcu Kunegunda Siwiec zaczęła uchodzić wśród mieszkańców za osobę niepiśmienną. Pracowała w polu, siała zboże, pasała bydło, pomagała w pracach domowych. W jej domu czytano pisma katolickie, takie jak np. „Posłaniec Serca Jezusowego”. Po wybuchu I wojny światowej, wojsko austriackie, wkroczywszy do Stryszawy, zarekwirowało inwentarz żywy i wcieliło jednego z braci Kunegundy Siwiec do wojska.
Do pierwszej komunii świętej przystąpiła w kościele w Suchej Beskidzkiej, natomiast sakrament bierzmowania otrzymała 3 września 1897 od bp. Jana Puzyny. Pod wpływem rekolekcji wygłoszonych przez redemptorystę, o. Bernarda Łubieńskiego, dwudziestoletnia wówczas Kunegunda Siwiec, pozostając osobą świecką, postanowiła poświęcić się Bogu. Zerwała zaręczyny i do końca życia nie wyszła za mąż. W 1902 ukończyła kurs katechetyczny i zajmowała się przygotowywaniem okolicznych wiernych do sakramentów.
Należała do założonego przez ks. Wojciecha Blaszyńskiego ruchu „sidziniarek”, które ślubowały Bogu dziewictwo i uczyły górali katechezy. Po ukończeniu kursu w Sidzinie uczyła zasad wiary dzieci i dorosłych przygotowujących się do przyjęcia sakramentów. W 1897 wstąpiła do Apostolstwa Modlitwy w Stryszawie, natomiast w 1923 – do Bractwa Dzieciątka Jezus u karmelitów bosych w Wadowicach, a w 1924 – do III zakonu karmelitów bosych, w którym złożyła śluby i przyjęła imię Teresa od Dzieciątka Jezus. Dzięki jej wsparciu finansowemu, mieszkaniec Stryszawy, Józef Czernecki, mógł ukończyć seminarium duchowne (które wówczas były płatne) i otrzymać święcenia. Część swojej ziemi przekazała na budowę kaplicy pod wezwaniem św. Teresy od Dzieciątka Jezus oraz na domy klasztorne zmartwychwstanek w Stryszawie. W 1948 roku Kunegunda Siwiec zachorowała na nieuleczalną gruźlicę kości i pozostałych 7 lat życia spędziła przykuta do łóżka, w wielkich cierpieniach. Zmarła 27 czerwca 1955 w Stryszawie. Jej szczątki spoczęły początkowo na stryszawskim cmentarzu. 14 listopada 2016 odbyła się ekshumacja jej doczesnych szczątków z cmentarza w Stryszawie i przeniesienie ich do kaplicy Sióstr Zmartwychwstanek w Siwcówce.
Wedle źródeł katolickich, doświadczyła objawień Jezusa Chrystusa, Matki Bożej oraz świętych. Zapisy rozmów, sporządzane w latach 1942–1955 przez kierownika duchowego Kunegundy Siwiec, ks. Bronisława Bartkowskiego, zostały opublikowane pośmiertnie pt. Miejsce mojego miłosierdzia i odpoczynku po wydaniu imprimatur przez kard. Stanisława Dziwisza. Ich przesłaniem jest duchowe dziecięctwo oraz miłosierdzie Boże. Świecki Zakon Karmelitów Bosych organizuje do jej grobu coroczne pielgrzymki.

## Proces beatyfikacyjny
Z inicjatywy ojców Karmelitów bosych przekonanych o świątobliwości życia Kunegundy Siwiec poczyniono starania w celu wyniesienia jej na ołtarze. 29 września 2007 Stolica Apostolska wydała dekret tzw. Nihil obstat wyrażający zgodę na rozpoczęcie jej procesu beatyfikacji. 21 grudnia 2007 w kurii krakowskiej rozpoczął się proces na szczeblu diecezjalnym, który zakończył się 28 października 2011, po czym akta procesu zostały przekazane Kongregacji Spraw Kanonizacyjnych do Rzymu. Postulatorem procesu został o. Szczepan Praśkiewicz OCD. 1 marca 2013 Kongregacja Spraw Kanonizacyjnych wydała dekret o ważności postępowania beatyfikacyjnego. Postulator o. Praśkiewicz OCD opracował tzw. Positio wymagane w procesie beatyfikacji, które zostało złożone i zaakceptowane. 25 lutego 2025 papież Franciszek promulgował dekret o heroiczności jej cnót. Odtąd przysługuje jej tytuł Czcigodnej Służebnicy Bożej.